# Gerrit Bolkestein
Gerrit Bolkestein (pronunție în neerlandeză [ˈɣɛrɪd ˈbɔlkəstɛin]; n. 9 octombrie 1871, Amsterdam, Țările de Jos – d. 8 septembrie 1956, Haga, Olanda de Sud, Țările de Jos) a fost un om politic neerlandez și membru al Ligii Liberal-Democratice.
Bolkestein a fost ministru al educației, artelor și științelor din 1939 până în 1945 și a făcut parte din guvernul neerlandez în exil începând din 1940. La începutul anului 1944, el a ținut o cuvântare în emisiunea Radio Oranje de la Londra, în care a spus că, după război, vor trebui adunate și publicate toate mărturiile scrise ale suferințelor îndurate de neerlandezi în timpul ocupației naziste, printre care și jurnalele. Printre cei care au ascultat emisiunea a fost și fetița Anne Frank, care ținea deja de doi ani un jurnal intim. Comentariul său că el era interesat mai ales de jurnale și de scrisori a determinat-o pe tânăra diaristă evreică să-și refacă și să-și completeze jurnalul pe care-l ținea până atunci doar pentru propriul amuzament. Anne Frank a murit mai târziu în lagărul de concentrare Bergen-Belsen, dar jurnalul ei a fost salvat de câțiva cetățeni neerlandezi și publicat în cele din urmă în 1947.
Bolkestein este bunicul economistului și omului politic liberal Frits Bolkestein. El este îngropat în cimitirul Zorgvlied.